# Myszyniec (Arciechów)
Myszyniec – przysiółek wsi Arciechów w Polsce położony w województwie mazowieckim, w powiecie wołomińskim, w gminie Radzymin. Leży nad północnym brzegiem Zalewu Zegrzyńskiego w odległości 17 km od Warszawy, 15 km od Legionowa, 10 km od Nieporętu oraz 12 km od Radzymina. Przysiółek jest częścią składową sołectwa Arciechów.
W latach 1975–1998 miejscowość administracyjnie należała do województwa warszawskiego.

## Opis
Przysiółek Myszyniec położony jest w północno-zachodniej części gminy, charakteryzuje się dość zwartą zabudową zlokalizowaną wzdłuż dróg gminnych. Przeważa zabudowa mieszkaniowa jednorodzinna wolnostojąca, usługowa oraz zabudowa rekreacji indywidualnej. W okresie letnim miejscowość cieszy się ogromną popularnością wśród turystów ze względu na unikatowe położenie.
Przez miejscowość wytyczony został szlak rowerowy, prowadzący ze Starych Załubic do Tłuszcza oraz pieszy Radzymiński Szlak Krajoznawczy (na trasie Marki Struga - Dąbrowa - Myszyniec - Wolica), wiodący m.in. wzdłuż wału przeciwpowodziowego nad Jeziorem Zegrzyńskim, cmentarzysko kurhanowe z epoki żelaza, rzekę Rządzę oraz przez obszary leśne
Historycznie, Myszyniec do 1992 r. należał do parafii Serock.

## Szlaki turystyczne
| Symbol szlaku | Nazwa szlaku (długość)                      | Przebieg |
| ------------- | ------------------------------------------- | --- |
|               | PTTK Stare Załubice-Tłuszcz (40 km)         | Wolica Mazowiecka - Myszyniec Myszyniec - Arciechów Zegrzyńska - Kapitańska - wał - Kuligów Wojska Polskiego - Zapólna - Cisie Kościelna - Józefów Klonowa - Dąbrówka Tadeusza Kościuszki - Sosnowa - Lasków Norwida - Trojany Trakt Napoleoński - Tłuszcz - Mazowiecka |
| Ilustracja    | PTTK Radzymiński Szlak Krajoznawczy (38 km) | Wolica Mazowiecka - Wczasowa - Myszyniec - Arciechów wał - Dąbrowa Bielika - Stare Załubice Opolska - most nad Rządzą - Teresin Teresińska - Borki Teresińska - Ruda Borkowska - Grabowa - Jałowcowa - Rejentówka 15 Sierpnia - Mokre Radzymińska - Radzymin Mokra - Kossaka - Kolejowa - Głowackiego - Plac Kościuszki - Batorego - Aleja Jana Pawła II - Słupno - Ceglana - Szkolna - Żeromskiego - Ekologiczna - Sieraków Gościniec - Marki Struga |

## Ulice
Aleja Wojciechowskiego, Jaworowa, Mirabelki, Modrzewiowa, Myszyniec, Orzechowa, Przystań, Sasanki, Skalista, Słoneczna, Wypoczynkowa, Żeglarska